# ハーグ条約 (1895年)
ハーグ条約（ハーグじょうやく、英語: Treaty of The Hague）は、1895年5月16日に締結された条約。条約により、イギリス領ニューギニアの境界が確定した。